# Пул инвесторов
Пул инвесторов (от англ. pool — «общий котел») — форма объединения, соглашения между предпринимателями, обычно имеющая временный характер, при которой прибыль участников пула поступает в общий фонд и распределяется между ними согласно заранее установленным соотношениям.
Также одна из форм соглашений между хозяйственными агентами для решения какой-либо специальной задачи, при которой прибыль поступает в общий фонд и распределяется согласно квотам, заранее установленным участниками пула.
Закрытые пулы — это обычно партнерства, в которые партнеры-вкладчики инвестируют различные суммы капитала. Размер инвестиций может быть разным — от величины порядка 30 тыс. долларов до нескольких десятков миллионов или даже больше от каждого инвестора. Пулы с крупными капиталами обычно вкладывают деньги не в одну, а в целый ряд компаний на различных стадиях их развития и могут одновременно заниматься несколькими крупными проектами.
Вложение средств в Пулы инвесторов, с целью получения прибыли — один из способов работы инвестиционных фондов, при «коллективном инвестировании»